# كارمن سليمان
كارمن سليمان (7 أكتوبر 1994 -)، مطربة مصرية، فازت بلقب «نجمة العرب» من برنامج آراب آيدول للموسم الأول.

## حياتها الشخصية
ولدت كارمن سليمان في عائلة محافظة، ودخلت برامج مسابقات غنائية مثل مودرن ستار وأراب آيدول والذي كان خطوة هامة في مشوارها الفنى حتى الآن. كما حصلت علي بكالوريوس أعلام من المعهد الدولي العالي للإعلام من أكاديمية الشروق.

## المسيرة الفنية
ذاع صيتها منذ اشتراكها في برنامج اكتشاف المواهب أراب آيدول على قناة إم بي سي 1، وصولها للمرحلة النهائية ومنافستها على اللقب ضد المغربية دنيا بطمة. فازت المشتركة المصرية كارمن سليمان بلقب «أراب آيدول» في موسمه الأول بعد أن حصدت أعلى نسبة اصوات من قبل الجمهور. وفازت أيضًا بعقد إدارة أعمال وإنتاج ألبوم غنائي، وعقد لتمثيل إحدى شركات المشروبات الغازية. حصلت على جائزة أفضل صوت تحت سن السادسة عشرة موجهة من المجلس الأعلى للثقافة في مصر.
طرحت كارمن سليمان ألبومها الأول «أخباري» من كلمات الشاعر السعودي عبد اللطيف بن عبد الله آل الشيخ في الأسواق في فبراير عام 2014. وقد ضم الألبوم 12 أغنية، واحتوى على ألوان غنائية مختلفة. كما اشتركت مع الفنانة دنيا بطمة والفنان يوسف عرفات بتسجيل أغنية «عظمة على عظمة» وصوّر فيديو كليب لها من إنتاج شركة بلاتينيوم ريكوردز.
وتعتبر كلام كلام أول أغنية لكارمن والتي طرحتها في 4 من مارس عام 2013. وفي أعمالها في الرسوم المتحركة، رشحت كارمن سليمان لدور آنا من فيلم ملكة الثلج وأنتهى الأمر بإعطائه لشروق صلاح الشريف، بينما أدت كارمن سليمان الدور الغنائي لموانا من فيلم ديزني الكلاسيكي موانا.

## الأغانى المنفرده
- حبيبي مش حبيبي (كليب)
- حسيبك ربنا (كليب)
- ماهى سهلة (كليب)
- أنانى (كليب)
- سلام
- كعب عالى
- حضن دافى (كليب)
- الدنيا دايره عليك
- تأدية أغاني كرتون (في برنامج صاحبة السعادة)
- شاركت في غناء تتر مسلسل “نصيبي وقسمتك 3”، وجاء في شكل دويتو غنائي بينها وبين الملحن والمغني محمد الصاوي.[3]

## الجوائز
- «نجمة العرب» من برنامج آراب آيدول للموسم الأول.
- جائزة أفضل صوت تحت سن السادسة عشرة - المجلس الأعلى للثقافة في مصر.